# Cupa Cupelor 1962-1963
Cupa Cupelor 1962-1963 a fost cea de-a treia ediție a competiției destinate câștigătoarelor cupelor naționale.
Au participat 25 de cluburi din 24 de țări. 20 de câștigătoare de cupă, 3 finaliste (Vitória FC Setúbal, Portadown FC și Grazer AK), ocupanta locului doi din campionatul Ungariei, țară în care nu s-a organizat cupa în sezonul 1961-62, la care s-a adăugat deținătoarea trofeului Club Atlético de Madrid.
România a fost reprezentată de CSA Steaua București, eliminată în preliminarii de către  reprezentanta Bulgariei, ASK Botev Plovdiv.
Finala s-a disputat la 15 mai 1963, pe stadionul De Kuip din Rotterdam. Club Atlético de Madrid nu a reușit să-și apere trofeul, pierzând cu scorul de 5 – 1 în fața lui Tottenham Hotspur FC, învingătorii devenind astfel primul club britanic care câștigă un trofeu european.
Golgheterii ediției au fost Gheorghi Asparuhov (ASK Botev Plovdiv) și Jimmy Greaves (Tottenham Hotspur FC), ambii cu câte 6 goluri.

## Meciuri preliminarii
| Echipa 1              | Total | Echipa 2                 | Turul I | Turul II | Baraj |
| --------------------- | ----- | ------------------------ | ------- | -------- | ----- |
| CS Alliance Dudelange | 2 – 9 | Boldklubben 1909 Odense  | 1 – 1   | 1 – 8    |       |
| OFK Belgrad           | 5 – 3 | SC Chemie Halle          | 2 – 0   | 3 – 3    |       |
| Glasgow Rangers FC    | 4 – 2 | Sevilla FC               | 4 – 0   | 0 – 2    |       |
| Bangor City FC        | 3 – 3 | SSC Napoli               | 2 – 0   | 1 – 3    | 1 – 2 |
| Újpesti Dózsa SC      | 5 – 0 | GKS Zagłębie Sosnowiec   | 5 – 0   | 0 – 0    |       |
| CSA Steaua București  | 4 – 7 | ASK Botev Plovdiv        | 3 – 2   | 1 – 5    |       |
| FC Lausanne-Sport     | 5 – 4 | RV & AV Sparta Rotterdam | 3 – 0   | 2 – 4    |       |
| AS Saint-Étienne      | 4 – 1 | Vitória FC Setúbal       | 1 – 1   | 3 – 0    |       |

Calificate direct: Club Atlético de Madrid (deținătoarea trofeului), Paola Hibernians FC (prin retragerea lui Olympiacos SF Pireu), 1. FC Nürnberg VfL eV, Shamrock Rovers FC Dublin, Grazer AK, Tottenham Hotspur FC , Portadown FC, TJ Slovan ChZJD Bratislava.

### Turul I
| CS Alliance Dudelange | 1 – 1 | Boldklubben 1909 Odense |
| --------------------- | ----- | ----------------------- |
| Zambon 77'            |       | Petersen 49'            |

| OFK Belgrad           | 2 – 0 | SC Chemie Halle |
| --------------------- | ----- | --------------- |
| Milošev 27' Antić 55' |       |                 |

| Glasgow Rangers FC             | 4 – 0 | Sevilla FC |
| ------------------------------ | ----- | ---------- |
| Millar 12', 17', 63' Brand 64' |       |            |

| Bangor City FC                | 2 – 0 | SSC Napoli |
| ----------------------------- | ----- | ---------- |
| Matthews 43' Birch 82' (pen.) |       |            |

| Újpesti Dózsa SC                                | 5 – 0 | GKS Zagłębie Sosnowiec |
| ----------------------------------------------- | ----- | ---------------------- |
| Bene 3' Göröcs 41', 64' Solymosi 66' Sóvári 87' |       |                        |

| CSA Steaua București                 | 3 – 2 | ASK Botev Plovdiv  |
| ------------------------------------ | ----- | ------------------ |
| Voinea 43' Constantin 67' Crișan 86' |       | Asparuhov 33', 51' |

| FC Lausanne-Sport                   | 3 – 0 | RV & AV Sparta Rotterdam |
| ----------------------------------- | ----- | ------------------------ |
| Vonlanthen 5' Frigerio 54' Hosp 59' |       |                          |

| AS Saint-Étienne | 1 – 1 | Vitória FC Setúbal |
| ---------------- | ----- | ------------------ |
| Mitoraj 72'      |       | Mateus 58' (pen.)  |

### Turul II
| Boldklubben 1909 Odense                                                              | 8 – 1 | CS Alliance Dudelange |
| ------------------------------------------------------------------------------------ | ----- | --------------------- |
| Madsen 10' Danielsen 43', 71' Christensen 60' Hansen 74', 90' Nielsen 80' Zambon 87' |       | Zambon 35'            |

Boldklubben 1909 Odense s-a calificat cu scorul general 9–2.
| SC Chemie Halle                 | 3 – 3 | OFK Belgrad                       |
| ------------------------------- | ----- | --------------------------------- |
| Busch 15', 87' (pen.) Stein 28' |       | Antić 5' Hoffmann 17' Skoblar 35' |

OFK Belgrad s-a calificat cu scorul general 5–3.
| ASK Botev Plovdiv                                    | 5 – 1 | CSA Steaua București |
| ---------------------------------------------------- | ----- | -------------------- |
| Apostolov 9' Asparuhov 14', 28', 39' Dermendjiev 56' |       | Tătaru 51'           |

ASK Botev Plovdiv s-a calificat cu scorul general 7–4.
| Vitória FC Setúbal | 0 – 3 | AS Saint-Étienne          |
| ------------------ | ----- | ------------------------- |
|                    |       | Faivre 43', 55' Baulu 73' |

AS Saint-Étienne s-a calificat cu scorul general 1–4.
| Sevilla FC            | 2 – 0 | Glasgow Rangers FC |
| --------------------- | ----- | ------------------ |
| Diéguez 6' Mateos 48' |       |                    |

Glasgow Rangers FC s-a calificat cu scorul general 4–2.
| SSC Napoli                         | 3 – 1 | Bangor City FC |
| ---------------------------------- | ----- | -------------- |
| Mariani 29' Tacchi 54' Fanello 84' |       | McAllister 71' |

La scorul general 3–3 s-a disputat un meci de baraj.
| GKS Zagłębie Sosnowiec | 0 – 0 | Újpesti Dózsa SC |
| ---------------------- | ----- | ---------------- |
|                        |       |                  |

Újpesti Dózsa SC s-a calificat cu scorul general 5–0.
| RV & AV Sparta Rotterdam           | 4 – 2 | FC Lausanne-Sport   |
| ---------------------------------- | ----- | ------------------- |
| Wilson 42', 51', 57' van Miert 87' |       | Dürr 77' Hertig 83' |

FC Lausanne-Sport s-a calificat cu scorul general 5–4.

### Baraj
| SSC Napoli    | 2 – 1 | Bangor City FC |
| ------------- | ----- | -------------- |
| Rosa 36', 85' |       | McAllister 66' |

SSC Napoli s-a calificat.

## Optimi de finală
| Echipa 1                  | Total | Echipa 2                   | Turul I | Turul II | Baraj |
| ------------------------- | ----- | -------------------------- | ------- | -------- | ----- |
| AS Saint-Étienne          | 0 – 3 | 1. FC Nürnberg VfL eV      | 0 – 0   | 0 – 3    |       |
| Club Atlético de Madrid   | 5 – 0 | Paola Hibernians FC        | 4 – 0   | 1 – 0    |       |
| Shamrock Rovers FC Dublin | 0 – 5 | ASK Botev Plovdiv          | 0 – 4   | 0 – 1    |       |
| Grazer AK                 | 4 – 6 | Boldklubben 1909 Odense    | 1 – 1   | 3 – 5    |       |
| Tottenham Hotspur FC      | 8 – 4 | Glasgow Rangers FC         | 5 – 2   | 3 – 2    |       |
| OFK Belgrad               | 7 – 4 | Portadown FC               | 5 – 1   | 2 – 3    |       |
| FC Lausanne-Sport         | 1 – 2 | TJ Slovan ChZJD Bratislava | 1 – 1   | 0 – 1    |       |
| Újpesti Dózsa SC          | 2 – 2 | SSC Napoli                 | 1 – 1   | 1 – 1    | 1 – 3 |

### Turul I
| AS Saint-Étienne | 0 – 0 | 1. FC Nürnberg VfL eV |
| ---------------- | ----- | --------------------- |
|                  |       |                       |

| Club Atlético de Madrid                              | 4 – 0 | Paola Hibernians FC |
| ---------------------------------------------------- | ----- | ------------------- |
| Mendonça 12' Medina 27' Collar 60' (pen.) Ramiro 83' |       |                     |

| Shamrock Rovers FC Dublin | 0 – 4 | ASK Botev Plovdiv                     |
| ------------------------- | ----- | ------------------------------------- |
|                           |       | Asparuhov 2' Peșev 47' Popov 70', 78' |

| Grazer AK | 1 – 1 | Boldklubben 1909 Odense |
| --------- | ----- | ----------------------- |
| Jank 89'  |       | Hansen 38'              |

| Tottenham Hotspur FC                                  | 5 – 2 | Glasgow Rangers FC      |
| ----------------------------------------------------- | ----- | ----------------------- |
| White 4' Greaves 25' Allen 28' Shearer 31' Norman 80' |       | Henderson 9' Millar 44' |

| OFK Belgrad                                       | 5 – 1 | Portadown FC |
| ------------------------------------------------- | ----- | ------------ |
| Đukić 3' Skoblar 22', 78' Gugleta 50' Čebinac 56' |       | Clements 58' |

| FC Lausanne-Sport | 1 – 1 | TJ Slovan ChZJD Bratislava |
| ----------------- | ----- | -------------------------- |
| Hosp 40'          |       | Moravčík 52'               |

| Újpesti Dózsa SC | 1 – 1 | SSC Napoli    |
| ---------------- | ----- | ------------- |
| Bene 1'          |       | Fraschini 60' |

### Turul II
| Paola Hibernians FC | 0 – 1 | Club Atlético de Madrid |
| ------------------- | ----- | ----------------------- |
|                     |       | Jones 25'               |

Club Atlético de Madrid s-a calificat cu scorul general 5–0.
| Glasgow Rangers FC   | 2 – 3 | Tottenham Hotspur FC              |
| -------------------- | ----- | --------------------------------- |
| Brand 47' Wilson 74' |       | Greaves 10' Robert Smith 50', 87' |

Tottenham Hotspur FC s-a calificat cu scorul general 8–4.
| 1. FC Nürnberg VfL eV             | 3 – 0 | AS Saint-Étienne |
| --------------------------------- | ----- | ---------------- |
| Strehl 26' Wild 64' Haseneder 64' |       |                  |

1. FC Nürnberg VfL eV s-a calificat cu scorul general 3–0.
| ASK Botev Plovdiv | 1 – 0 | Shamrock Rovers FC Dublin |
| ----------------- | ----- | ------------------------- |
| Peșev 5'          |       |                           |

ASK Botev Plovdiv s-a calificat cu scorul general 5–0.
| Boldklubben 1909 Odense             | 5 – 3 | Grazer AK                         |
| ----------------------------------- | ----- | --------------------------------- |
| Petersen 6', 31', 38', 57' Berg 75' |       | Koleznik 26' Loske 39' Stessl 42' |

Boldklubben 1909 Odense s-a calificat cu scorul general 6–4.
| Portadown FC                 | 3 – 2 | OFK Belgrad           |
| ---------------------------- | ----- | --------------------- |
| Burke 17' Jones 32' Cush 88' |       | Popov 60' Skoblar 65' |

OFK Belgrad s-a calificat cu scorul general 7–4.
| TJ Slovan ChZJD Bratislava | 1 – 0 | FC Lausanne-Sport |
| -------------------------- | ----- | ----------------- |
| Moravčík 86'               |       |                   |

TJ Slovan ChZJD Bratislava s-a calificat cu scorul general 2–1.
| SSC Napoli   | 1 – 1 | Újpesti Dózsa SC |
| ------------ | ----- | ---------------- |
| Tomeazzi 33' |       | Solymosi 36'     |

La scorul general 2–2 s-a disputat un meci de baraj.

### Baraj
| SSC Napoli                       | 3 – 1 | Újpesti Dózsa SC |
| -------------------------------- | ----- | ---------------- |
| Fanello 5' Ronzon 10' Tacchi 34' |       | Kuharszki 52'    |

SSC Napoli s-a calificat.

## Sferturi de finală
| Echipa 1                   | Total | Echipa 2                | Turul I | Turul II | Baraj |
| -------------------------- | ----- | ----------------------- | ------- | -------- | ----- |
| OFK Belgrad                | 3 – 3 | SSC Napoli              | 2 – 0   | 1 – 3    | 3 – 1 |
| ASK Botev Plovdiv          | 1 – 5 | Club Atlético de Madrid | 1 – 1   | 0 – 4    |       |
| TJ Slovan ChZJD Bratislava | 2 – 6 | Tottenham Hotspur FC    | 2 – 0   | 0 – 6    |       |
| Boldklubben 1909 Odense    | 0 – 7 | 1. FC Nürnberg VfL eV   | 0 – 1   | 0 – 6    |       |

### Turul I
| OFK Belgrad             | 2 – 0 | SSC Napoli |
| ----------------------- | ----- | ---------- |
| Samardžić 77' Popov 88' |       |            |

| ASK Botev Plovdiv | 1 – 1 | Club Atlético de Madrid |
| ----------------- | ----- | ----------------------- |
| Peșev 16'         |       | Ramiro 74'              |

| TJ Slovan ChZJD Bratislava | 2 – 0 | Tottenham Hotspur FC |
| -------------------------- | ----- | -------------------- |
| Cvetler 30' Moravčík 55'   |       |                      |

| Boldklubben 1909 Odense | 0 – 1 | 1. FC Nürnberg VfL eV   |
| ----------------------- | ----- | ----------------------- |
|                         |       | Flachenecker 60' (pen.) |

### Turul II
| Club Atlético de Madrid                | 4 – 0 | ASK Botev Plovdiv |
| -------------------------------------- | ----- | ----------------- |
| Adelardo 10' Chuzo 30', 76' Collar 76' |       |                   |

Club Atlético de Madrid s-a calificat cu scorul general 5–1.
| Tottenham Hotspur FC                                      | 6 – 0 | TJ Slovan ChZJD Bratislava |
| --------------------------------------------------------- | ----- | -------------------------- |
| MacKay 30' Greaves 32', 60' Smith 43' Jones 62' White 72' |       |                            |

Tottenham Hotspur FC s-a calificat cu scorul general 6–2.
| SSC Napoli                       | 3 – 1 | OFK Belgrad   |
| -------------------------------- | ----- | ------------- |
| Cané 12' Fanello 56' Mariani 65' |       | Samardžić 43' |

La scorul general 3–3 s-a disputat un meci de baraj.
| 1. FC Nürnberg VfL eV                                                    | 6 – 0 | Boldklubben 1909 Odense |
| ------------------------------------------------------------------------ | ----- | ----------------------- |
| Morlock 34', 40' Dachlauer 38' Wild 64' Engeler 84' (pen.) Haseneder 89' |       |                         |

1. FC Nürnberg VfL eV s-a calificat cu scorul general 7–0

### Baraj
| OFK Belgrad                          | 3 – 1 | SSC Napoli |
| ------------------------------------ | ----- | ---------- |
| Spasoje Samardžić 17', 84' Popov 53' |       | Cané 53'   |

OFK Belgrad s-a calificat.

## Semifinale
| Echipa 1              | Total | Echipa 2                | Turul I | Turul II | Baraj |
| --------------------- | ----- | ----------------------- | ------- | -------- | ----- |
| 1. FC Nürnberg VfL eV | 2 – 3 | Club Atlético de Madrid | 2 – 1   | 0 – 2    |       |
| OFK Belgrad           | 1 – 5 | Tottenham Hotspur FC    | 1 – 2   | 1 – 3    |       |

### Turul I
| 1. FC Nürnberg VfL eV | 2 – 1 | Club Atlético de Madrid |
| --------------------- | ----- | ----------------------- |
| Wild 32', 71'         |       | Jones 24'               |

| OFK Belgrad | 1 – 2 | Tottenham Hotspur FC                |
| ----------- | ----- | ----------------------------------- |
| Popov 36'   |       | White 26' · Greaves 54' · Dyson 75' |

### Turul II
| Club Atlético de Madrid | 2 – 0 | 1. FC Nürnberg VfL eV |
| ----------------------- | ----- | --------------------- |
| Chuzo 45' Mendonça 55'  |       |                       |

Club Atlético de Madrid s-a calificat cu scorul general 3–2.
| Tottenham Hotspur FC           | 3 – 1 | OFK Belgrad |
| ------------------------------ | ----- | ----------- |
| MacKay 23' Jones 43' Smith 49' |       | Skoblar 27' |

Tottenham Hotspur FC s-a calificat cu scorul general 5–1.

## Finala
| Club Atlético de Madrid | Club Atlético de Madrid | Tottenham Hotspur FC | Tottenham Hotspur FC |
| | \| Finala \| \| 15 mai 1963, ora 20:15 la Rotterdam (Stadionul Feyenoord) \| \| Scor: 1 – 5 (0 – 2) \| \| Spectatori: 49.143 \| \| Arbitru: Andries van Leeuwen, Olanda \|                     |                      |                      |
| - Edgardo Madinabeytia - Feliciano Rivilla - Rodríguez López - Ramiro - Jorge Griffa - Jesús Glaría - Miguel Jones - Adelardo Rodríguez - Chuzo - Mendonça - Enrique Collar Antrenor: Sabino Barinaga | - Bill Brown - Peter Baker - Ron Henry - Danny Blanchflower (c) - Maurice Norman - Tony Marchi - Cliff Jones - John White - Bobby Smith - Jimmy Greaves - Terry Dyson Antrenor: Bill Nicholson |                      |                      |
| · 1 – 2 Enrique Collar (47) | 0 – 1 Jimmy Greaves (11) 0 – 2 John White (35) 1 – 3 Terry Dyson (67) 1 – 4 Jimmy Greaves (80) 1 – 5 Terry Dyson (86)                                                                          |                      |                      |
| Finala | |                      |                      |
| 15 mai 1963, ora 20:15 la Rotterdam (Stadionul Feyenoord) | |                      |                      |
| Scor: 1 – 5 (0 – 2) | |                      |                      |
| Spectatori: 49.143 | |                      |                      |
| Arbitru: Andries van Leeuwen, Olanda | |                      |                      |

## Golgheteri
6 goluri
- Gheorghi Asparuhov (ASK Botev Plovdiv)
- Jimmy Greaves (Tottenham Hotspur FC)

5 goluri
- Jørgen Petersen (Boldklubben 1909 Odense)
- Josip Skoblar (OFK Belgrad)

4 goluri
- Milorad Popov (OFK Belgrad)
- Spasoje Samardžić (OFK Belgrad)
- James Millar (Glasgow Rangers)
- Tasso Wild (1. FC Nürnberg VfL eV)
- John White (Tottenham Hotspur FC)
- Robert Smith (Tottenham Hotspur FC)